# Yehoshua Heschel Levine
Pour les articles homonymes, voir Levine.
Yehoshua Heschel Levine (1812-1883) est un grand-rabbin français originaire de Lituanie, faisant partie des rabbins orthodoxes non-consistoriaux.

## Biographie
Le rabbin Levine est né à Vilnius, aujourd'hui capitale de la Lituanie, le 8 Tamouz 5572, c'est-à-dire le 18 juin 1812,.
Il est un petit-fils du rabbin Aryeh Leib Epstein (1708-1775), l'auteur du Sefer Hapardes, qui correspondait avec le Gaon de Vilna (1720-1797).
Il se marie avec la fille du rabbin Eliyohu Zalman, le fils du rabbin Yitzchok de Volozhin, lui-même fils du célèbre rabbin Haim de Volozhin (1749-1821),.
Il est nommé Rosh Yeshiva à la yechiva de Volojine  (Volozhin),, ville située aujourd'hui au Bélarus.
Grande autorité rabbinique et un grand orateur, il préconise certaines réformes dans le mode de vie juif orthodoxe qui ne sont pas adoptées. 
Il se fait beaucoup d'ennemis, par ses paroles.  
Il est rabbin dans différentes villes successives. Il ne reste pas longtemps dans chaque poste, à cause de controverses.

## Israël de Salant
Israël de Salant, aussi appelé Yisroel Salanter (Israël Salanter), le père du mouvement du Moussar recommande Yehoshua Heschel Levine comme rabbin et orateur pour la nouvelle communauté juive russe qui s'organise à Paris.  
Yehoshua Heschel Levine reçoit alors une lettre de nomination du grand-rabbin Zadoc Kahn (1839-1905), alors grand-rabbin de Paris (1868-1889), avant que ce dernier ne devienne grand-rabbin de France (1889-1905). 
Israël de Salant, lors de son séjour à Paris, aide la communauté orthodoxe à s'unifier, sous la direction du grand-rabbin Levine. 
Israël de Salant arrive à Paris en 5640 (1880).
Il est alors âgé de 70 ans et souffre d'intenses maux de tête chroniques, migraines débilitantes (au point que faire des discours en public devenait parfois extrêmement difficile). Malade, frêle, il vit dans des conditions misérables à Paris. Il y reste deux ans, jusqu'en 1882, puis retourne en Allemagne,. 
À Paris, Israël de Salant, demeure chez le docteur Sternheim qui le soutient financièrement.  Cependant, ses besoins sont minimes. Il mène une vie ascétique consistant en un repas par jour. 
Durant son séjour à Paris, Israël de Salant essaie d'y établir des lieux où on étudie le Moussar, sans y réussir. 
Comment expliquer le long séjour à Paris de Israël de Salant ?
Le consensus est qu'il avait pour but d'aider la Kehila, la Communauté juive orthodoxe, à s'organiser sous la direction d'un rabbin qualifié. De fait, c'est sous son influence que Levine devient rabbin à Paris.  
Certains pensent que le but de sa visite était d'assurer une traduction en français du Talmud, tout comme il souhaitait voir une traduction en russe et en allemand. 
Selon Glenn, il avait  échoué dans son projet d'une traduction du Talmud en allemand. À Paris, il espérait avoir plus de succès, pour une traduction en français. Son but était de rassembler des spécialistes juifs pour faire cette traduction. Il a l'appui du grand-rabbin Zadoc Kahn, de Michael Erlanger, du professeur Joseph Derenbourg (1811-1895), et de son vieil ami de Berlin, le docteur Sternheim, mais rien n'aboutit. Il ne trouve pas ceux qui pourraient faire la traduction. Il n'obtient pas d'appui financier pour ce projet. 
Une explication plus récente, celle du rabbin Yaakov Kamenetsky est reliée à la situation des juifs en Russie à l'époque.  Le tsar Alexandre II est assassiné en 1881 et des pogromes ont lieu dans le sud de la Russie. Israël Salant voulait obtenir de la branche française des Rothschild qu'elle demande à la branche anglaise de faire pression sur The London Times pour que ce journal d'influence envoie des correspondants en Russie, pour alerter l'opinion publique.
À la mort d'Israël de Salant en 5643 (1883), Levine fait son éloge funèbre à  Paris.

## Grand-rabbin à Paris
Levine n'est grand-rabbin à Paris que pour une durée assez courte, car il meurt le 15 Heshvan 5644, c'est-à-dire le 15 novembre 1883. 
Il est enterré au cimetière du Montparnasse. Mais comme à Paris, après cinquante ans il y a une perte de concession si elle n'est pas renouvelée et que personne ne s'en est occupé, ses ossements sont désenterrés et placés dans une boite dans un immeuble adjacent au cimetière du Père-Lachaise. Cette information parvient à un moment donné à un jeune membre de la communauté juive parisienne qui en fait part au président (Av Beth Din) du Beth Din de Paris, le Dayan Yermiyahu Menachem Kohen. Ce dernier réussit à contacter de la famille du rabbin Levine. Ils font les démarches nécessaires pour amener ses cendres en Israël. Avant le départ pour Israël, une procession a lieu au cœur de Paris. À Jérusalem, à son lieu final de repos, le rabbin Kohen est un des orateurs.
Le grand-rabbin Levine repose depuis septembre 2008, sur le mont des Oliviers à Jérusalem, après le transfert de ses cendres, 125 ans après sa mort à Paris,
Il reste connu actuellement comme l'Aliyos Eliyohu, d'après le titre de son œuvre sur le Gaon Elie de Vilna.
Il est l'auteur de nombreux ouvrages, dont une biographie, la première, du Gaon de Vilna.

## Œuvres de Yehoshua Heschel Levine
- Masoret ha-Shas
- Sefer 'Aliyot Eliyahu, biographie du Gaon de Vilna
- Hagahos Al Medrash Rabbah
- Pleitas Sofrim
- Ruach Chaim
- Ma'ayanei Yehoshua
- Mitzpeh Yehoshua